# 国民医者の日
国民医者の日（こくみんいしゃのひ）、ナショナル・ドクターズ・デイ（英：National Doctors' Day）は、患者や地域社会への医師の貢献に感謝する日である 。日付は国によって異なるが、なんらかの理由で医師への感謝を記念するにふさわしいとみなされる日付が選ばれている。  国によっては、その日は休日と設定されている。 患者など医療業界に恩恵を受けた人々によって祝われることになっているが、通常は医療機関によって祝われている。 医師への敬意を示すために医師のための昼食をスタッフが準備したりすることもある。歴史的には、カードまたは赤いカーネーションが医師とその配偶者に送られたり、死亡した医師の墓に花が供えられることもある。

## この日を祝福する国々

### ブラジル
ブラジルでは、 カトリック教会が聖ルカの誕生日を祝う日である10月18日に国民医者の日が祝日として祝われる。教会の伝承によれば、使徒であり伝道者であった聖ルカは医者でもあったことが新約聖書に記されている（コロサイ4:14）。 

### カナダ
カナダでは毎年5月1日にNational Doctors Day（祝日ではない）が開催される。#LoveMyMDを使用してツイートすることで、ソーシャルメディアを介して医師全員を認識して参加できる。 

### キューバ
キューバでは、 カルロスファンフィンレイの誕生日を記念して、 国民医師会の日が12月3日に休日として祝われる。  カルロスファンフィンレイ（1833年12月3日 -  1915年8月6日）は、 黄熱病研究の先駆者として認められたキューバの医師および科学者である。 

### インド
インドでは、伝説の医師(ジーヴァカ)と西ベンガルの第二次首相である Dr. Bidhan Chandra Roy（ビダン・チャンドラ・ロイ）を称えるために、インド全土で全国医師デーが祝われる。   彼は1882年7月1日に生まれ、1962年の同じ日に80歳で亡くなった。  1961年2月4日、Roy博士はインドにおいて民間人を讃える褒章としては最高の栄典である、 Bharat Ratnaを受賞した。  医師の日のお祝いは日常生活における医師の価値を強調し、彼らの偉大な代表者の一人を記念することによって医師への尊敬を表するものである。   インドでは医療分野で目覚ましい進歩を見せており、7月1日はオッズに関係なくこの目標を達成するために絶え間ない努力をしてきたすべての医師に完璧な敬意を表す。

### イラン
イランでは、 Avicennaの誕生日（イランの月：Shahrivar 1st = 8月23日）が医者の国民日として位置づけられている。  

### マレーシア
マレーシアでは、毎年10月10日にDoctors Dayが開催される。2014年にマレーシアの私立開業医協会の連合によって最初に始められた。

### アメリカ
米国では、 National Doctors 's Dayは、毎年医師が医師に奉仕することが認められた日であり、 その考えはチャールズ・B・アーモンド博士の妻であるオイドラ・ブラウン・アーモンドから来ている。そして選ばれた日付は、 外科手術における全身麻酔の最初の使用の記念日であった。（1842年3月30日、ジョージア州ジェファーソンで、 クロウフォード・ロング博士がエーテルを使って患者のジェームズ・ベナブルを麻酔し、痛みもなく首から腫瘍を切除した日。） 

### ベトナム
ベトナムは1955年2月28日にドクターズデーを設立したこの日付に祝われるか、もしくはこの日付に近い日に祝われる。 

### ネパール
ネパールはネパールデートファルガン20（3月4日）にネパール国立医師デーを祝う。  ネパール医師会の設立以来、ネパールは毎年この日を意識してきた。  この日は、医師 - 患者間のコミュニケーション、臨床試験、そして地域密着型の健康増進とケアについて議論される。 

### 日本
日本では医療施設支援事業を展開する株式会社Dプラスが11月14日に「医師に感謝する日」を制定した。日付は、1と1で人と人（患者と医師）の結びつきを表すことと、「い（1）し（4）」と読む語呂合わせを組み合わせて11月14日としたのが由来。同社は、普段お世話になっている主治医に感謝を伝えるため、記念日に合わせてハンカチを贈ることを提案している。  

## 歴史
最初の医師の日はジョージア州ウィンダーの医師の妻であるエウドラ・ブラウン・アーモンドによって1933年3月30日に行われた。彼女は、手術麻酔が最初に患者に投与された日の記念日である3月30日をこの最初の医師の日として選んだ。この最初の医師の日は、地元ウィンダーの医師のための昼食会を数人の医師の妻で構成、実施された。この際、最初の遵守は、医師とその妻へのカードの郵送、クロウフォード・ロング博士を含む死亡した医師の墓に花を供えること、ウィリアムT.ランドルフ夫妻の家での夕食が含まれていた。バロウ郡同盟が医師に敬意を表するというアーモンド夫人の決議を採択した後、 計画は1933年にバロウ郡同盟の会長であるウィンダーのE. R. ハリス夫人 によってジョージア州立医療連合に提示された。1934年5月10日、決議はジョージア州オーガスタで開催された年次総会で採択された。1935年11月19日から22日にかけてミズーリ州セントルイスで開催された第29回年次総会で、同盟の会長であるJ. Bonar White夫人によって、南部医師会の女性同盟に決議が紹介された。 それ以来、 国民医者の日は南部医師会同盟の不可欠な部分とされている。 
アメリカ合衆国上院と下院はSJ RESを可決した。 第101回米国連邦議会で、ブッシュ大統領は3月30日に祝われる祝日として医師の日を指定し、1990年10月30日に署名し、  1991年より3月30日は「医師の日」として祝日となった。
マリオンミサ博士はキンバリージャクソン博士とクリスティーナラング博士と共に医師の日を医師の週に変更することを申請した。これは2017年3月に承認された。 
2017年には、Physiciens Working with PWPが、Dr.Kimberly Jacksonによって創設され、毎週KevinMDで開催された全国医師週間を記念した一連の記事を後援した。2018年にPWTはOpenxmedとともに、医師の健康と擁護に焦点を当てた無料のオンライン会議を後援した。2019年に、PWTとOpenxmedは医学生と居住者のための奨学金プログラムを後援した。1週間のイベントは、アドボカシーと医師コミュニティのサポートに焦点を当てている。